# Taygetis mermeria
Espèce
Taygetis mermeria est une espèce de papillons de la famille des Nymphalidae, de la sous-famille des Satyrinae, de la tribu des Satyrini, de la sous-tribu des Euptychiina et du genre Taygetis.

## Dénomination
Taygetis mermeria a été décrit par Pieter Cramer en 1776 sous le nom de Papilio mermeria

## Taxinomie
Liste des sous-espèces .
- Taygetis mermeria mermeria (Cramer)

Synonymie pour cette sous-espèce
Faunus tenebrosus (Blanchard, 1844)
Taygetis mermeria f. crameri (Weymer, 1910)
- Taygetis mermeria excavata (Butler, 1868)[4]

Les larves se nourrissent d'herbe 
- Taygetis mermeria griseomarginata (Miller, 1978) [6]

### Noms vernaculaires
Taygetis mermeria se nomme Mermeria Wood Nymph en anglais.

## Description
Taygetis mermeria est un grand papillon marron dont l'apex des ailes antérieures est pointu et saillant. Le dessus est marron avec un aspect mat. Le revers est lui aussi marron. Taygetis mermeria est de couleur variable de l'ocre au marron foncé, avec des dessins variés
Il existe deux formes une de la saison sèche et une de la saison humide.

## Biologie

### Plantes hôtes
Taygetis mermeria a été élevé sur un Poaceae, Guadua angustifolia. 

## Écologie et distribution
Taygetis mermeria est présent au Mexique, au Costa Rica, à Panama, au Honduras, en Guyane, au Surinam, en Bolivie et au Brésil,.

### Biotope
En Guyane il réside en sous-bois.

### Protection
Pas de statut de protection particulier.